# Bruno Nascimento
Bruno Andrade de Toledo Nascimento  (* 30. Mai 1991 in Caçapava, SP) ist ein brasilianischer Fußballspieler.

## Karriere
Bruno Nascimento wurde bei Desportivo Brasil ausgebildet. 2010 wechselte er zum portugiesischen Zweitligisten Estoril Praia. Mit Praia stieg er in die Primeira Liga auf.
Im Januar 2013 wurde er bis Saisonende an den 1. FC Köln ausgeliehen; der FC besaß eine Kaufoption. Am 18. Februar 2013, dem 22. Spieltag, absolvierte Nascimento sein Debüt für den 1. FC Köln, als er im Spiel gegen den FC St. Pauli in der 85. Spielminute für Anthony Ujah eingewechselt wurde. Sein erstes Tor für den FC erzielte er am 19. Mai 2013 (34. Spieltag) im Spiel gegen den FC Ingolstadt. Kurz nach Saisonende wurde Nascimento fest verpflichtet und unterschrieb einen bis zum 30. Juni 2017 laufenden Vertrag.
Vor Beginn der Saison 2014/15 wurde ihm und vier weiteren Profis mitgeteilt, dass man künftig nicht mehr mit ihnen plane. Nascimento kehrte daraufhin für die Saison 2014/15 auf Leihbasis zu Estoril Praia zurück. Zur Saison 2015/16 wurde er erneut nach Portugal ausgeliehen, diesmal an den Aufsteiger CD Tondela.
Im Juli 2016 wechselte er zu Omonia Nikosia. Am 26. April 2017 wurde Nascimento, nachdem er kaum eingesetzt worden war, aus seinem Vertrag entlassen. Im August 2019 wurde bestätigt, dass er zum Manama Club in Bahrain gewechselt ist. Am 17. August 2021 gab Pyunik die Verpflichtung von Nascimento bekannt. Nach Ablauf seines Vertrags am 1. Juni 2022 verließ er den Verein.

## Erfolge
- Zweitliga-Meister und Aufstieg in die Bundesliga: 2014